# Anna Hübler
Anna "Annie" Hübler (Múnic, 2 de gener de 1885 – Múnic, 5 de juliol de 1976) va ser una patinadora artística sobre gel alemanya que va competir a començaments del segle xx. Va ser campiona olímpic i dues vegades campiona del món, sempre en la modalitat de parelles junt a Heinrich Burger. Fou la primera dona alemanya en guanyar un or olímpic.
El 1908 va prendre part en els Jocs Olímpics de Londres, on guanyà la medalla d'or en la prova parelles del programa de patinatge artístic junt a Heinrich Burger. Aquell mateix any es proclamaren campions del món per parelles, títol que repetirien el 1910.

## Palmarès

### Parelles
Sempre amb Heinrich Burger.
| Competició           | 1907 | 1908 | 1909 | 1910 |
| -------------------- | ---- | ---- | ---- | ---- |
| Jocs Olímpics        |      | 1r   |      |      |
| Campionat del món    |      | 1r   |      | 1r   |
| Campionat d'Alemanya | 1r   |      | 1r   |      |